# Chardine Sloof
Chardine Sloof (* 19. Juli 1992 in Waddinxveen, Provinz Südholland, Niederlande) ist eine ehemalige Biathletin, die bis 2015 für die Niederlande und seither für Schweden startete. 

## Werdegang
Sloof begann im Alter von elf Jahren mit dem Biathlon. 2006 wurde sie in den niederländischen Nationalkader aufgenommen. Am 24. November 2007 gab Sloof bei einem Sprint in Geilo ihr Debüt im IBU-Cup. Bei ihrem ersten Rennen schaffte sie es als 25. auf Anhieb in die Punkte. Beim zweiten Wettkampf, ebenfalls Sprint, wurde Sloof bereits 20. Kurz darauf ging sie in Torsby ebenfalls im IBU-Cup an den Start und belegte einen 27. Platz im Sprint und einen 25. Platz im Einzel. Gegen Ende der Saison ging Sloof bei der EM in Nové Město na Moravě und der Junioren-WM in Ruhpolding an den Start. Ihr bestes Ergebnis war ein 13. Platz bei der Europameisterschaft. In der Saison 2008/09 ging sie ihm IBU-Cup an den Start, konnte jedoch nur bei der Verfolgung in Martell als 39. Punkte holen. Sloof ging bei der Junioren-WM 2009 in Canmore an den Start und erreichte dabei folgende Platzierungen: Einzel 16., Sprint 32. und Verfolgung 31. Bei den Schwedischen Meisterschaften gewann sie in der Staffel mit Emelie Larsson und Elin Mattsson die Silbermedaille. 2009/10 verpasste Sloof bei den ersten drei IBU-Cups bei allen Wettkämpfen den Sprung in die Punkte. Bei der Europameisterschaft in Otepää und bei der Junioren-WM in Torsby gelangen ihr bis auf einen achten Platz im Sprint bei der Junioren-WM keine Erfolge. Bei den Schwedischen Meisterschaften gewann Sloof mit der Staffel in derselben Besetzung wie 2009 die Silbermedaille.
In die Saison 2010/11 startete Sloof in Beitostølen mit einem 46. Platz im Sprint. Beim zweiten Sprint gelang ihr jedoch als 13. ihr bis dato bestes Ergebnis im IBU-Cup. Am 15. Januar 2011 gab Sloof bei einem Sprint in Ruhpolding ihr Debüt im Weltcup und belegte den 81. Platz. Bei der EM 2011 in Ridnaun erreichte sie folgende Platzierungen: Einzel 20., Sprint 14., Verfolgung 15. Bei den Biathlon-Juniorenweltmeisterschaften 2011 in Nové Město na Moravě erreichte Sloof ihre bisher größten Erfolge. Im Einzel wurde sie zwar nur 25., erreichte aber als 9. im Sprint und als 5. in der Verfolgung große Erfolge.
Ihre Brüder Joël Sloof und Luciën Sloof sind ebenfalls Biathleten.
Nach der Saison 2015 wechselte sie von den Niederlanden zu Schweden, da Schweden für den Weltcup vier Startplätze zur Verfügung hat, während die Niederlande seit 2016 mangels zählbarer Ergebnisse keinen einzigen Startplatz mehr bekommt.
In der Saison 16/17 konnte Sloof in Oberhof in einem Sprintrennen in die Top 10 laufen und sich in der Verfolgung einen Platz unter den besten 20 sichern. Erstmals durfte sie daraufhin an einem Massenstartrennen im Weltcup teilnehmen. 
Nach der Saison 2019/20 beendete Sloof im Alter von 27 Jahren ihre Karriere.

## Platzierungen im Biathlon-Weltcup
Die Tabelle zeigt alle Platzierungen (je nach Austragungsjahr einschließlich Olympische Spiele und Weltmeisterschaften).
- 1.–3. Platz: Anzahl der Podiumsplatzierungen
- Top 10: Anzahl der Platzierungen unter den ersten zehn (einschließlich Podium)
- Punkteränge: Anzahl der Platzierungen innerhalb der Punkteränge (einschließlich Podium und Top 10)
- Starts: Anzahl gelaufener Rennen in der jeweiligen Disziplin

| Platzierung | Einzel | Sprint | Verfolgung | Massenstart | Staffel | Gesamt |
| ----------- | ------ | ------ | ---------- | ----------- | ------- | ------ |
| 1. Platz    |        |        |            |             |         |        |
| 2. Platz    |        |        |            |             |         |        |
| 3. Platz    |        |        |            |             |         |        |
| Top 10      |        | 1      |            |             | 3       | 4      |
| Punkteränge | 1      | 1      | 1          | 1           | 3       | 7      |
| Starts      | 8      | 28     | 5          | 1           | 3       | 45     |